# Mario Sbardella

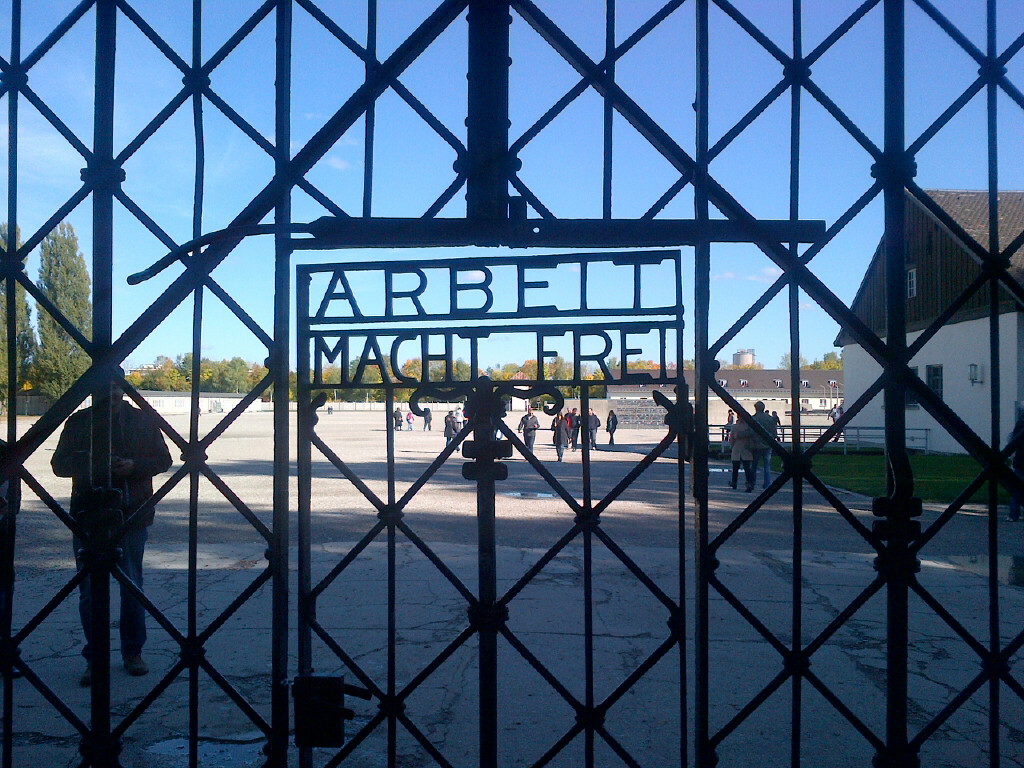
Campo di concentramento di Dachau

Mario Sbardella (Palestrina, 1º gennaio 1914 – San Lazzaro di Savena, 4 aprile 1987) è stato un partigiano italiano, fratello dei partigiani Francesco, Bruna e Filiberto Sbardella, ed esponente di spicco della Resistenza romana.

## Biografia
Combattente, partigiano nella Resistenza romana, nel movimento Bandiera Rossa; partecipò a diverse missioni e battaglie armate contro i nazifascisti, tra le più note vi è quella che lo vide protagonista alla fine del 1943 del recupero di 2 militari radiotelegrafisti inglesi (probabilmente legati alla Missione Law) sbarcati a Genova con un sottomarino, e da lui condotti in una località segreta.
Nel tentativo di occupare la stazione radio di Roma Prato Smeraldo fu catturato nel gennaio 1944 e detenuto nel carcere di Regina Coeli fino al 24 aprile 1944, quando fu deportato assieme agli altri prigionieri politici dai nazisti nel Campo di Concentramento di Dachau. Della sua liberazione si interessò anche papa Pio XII.. Soltanto da pochi anni è emerso (dalle stesse parole di Erich Priebke, e della sorella di Canacci) che durante la Resistenza il partigiano Ilario Canacci venne fucilato dalle SS proprio perché erroneamente scambiato per Mario Sbardella.
A Dachau giunse il 28 aprile 1944, dove fu marcato col numero di matricola 67262, al suo arrivo fu individuato come importante figura politica da Giovanni Melodia (con il quale, assieme a Franco Marchetilli, lavora nel famigerato kommando Kabel al recupero del piombo) che faceva parte dell'organizzazione clandestina International Prisoner Committee, impegnata, ove possibile a coordinare la resistenza dei prigionieri nel campo contro i nazisti, che in un documento lo definirono come l'esponente più interessante di un gruppo di antifascisti romani,nella quale si impegnò fino all'arrivo degli Alleati un anno dopo al campo con la liberazione dei deportati superstiti.
In seguito alla liberazione del campo da parte degli alleati americani, Mario Sbardella fa parte del Comitato di supporto ai prigionieri, che si occupava di collaborare alla evacuazione del campo stesso: attraverso la fondazione di un apposito "bollettino interno" sulle varie procedure da seguire e intitolato "Italiani in Dachau", di cui è direttore editoriale assieme a compagni come Giovanni Melodia, distribuirà le necessarie indicazioni a tutti gli internati che prima di essere ricondotti nelle proprie città di origine, subiranno un periodo di quarantena a causa delle epidemie (tra cui il tifo) e le scarse condizioni igieniche in cui il campo riversava. Negli anni successivi svolge la professione di tecnico presso la RAI TV.
Alcune sue lettere e diversi numeri del bollettino "dal campo" sono custoditi presso l'Archivio "Filiberto Sbardella" e presso la "Fondazione Memoria della deportazione" della Biblioteca archivio Aldo Ravelli.